# Francoske verske vojne
Francoske verske vojne so izraz, ki se uporablja za obdobje državljanske vojne med francoskimi katoličani in protestanti, običajno imenovanimi hugenoti, ki je trajala od leta 1562 do 1598. Po ocenah je zaradi nasilja umrlo od dva do štiri milijone ljudi, lakota ali bolezni, ki jih je neposredno povzročil spopad; poleg tega je konflikt resno škodil moči francoske monarhije. Boji so se končali leta 1598, ko je bil Henrik Navarski, ki se je leta 1593 spreobrnil v katolištvo, razglašen za Henrika IV. Francoskega in izdal Nantski edikt, ki je hugenotom podelil znatne pravice in svoboščine. Vendar so imeli katoličani še naprej sovražno mnenje o protestantih na splošno in prav tako so še naprej imeli sovražno mnenje o njem kot osebi, njegov atentat leta 1610 pa je sprožil nov krog hugenotskih uporov v 1620-ih.
Napetosti med obema religijama so naraščale od leta 1530 in zaostrovale obstoječe regionalne delitve. Smrt francoskega kralja Henrika II. julija 1559 je sprožila dolgotrajen boj za oblast med njegovo vdovo Katarino Medičejsko in močnimi plemiči. Ti so vključevali gorečo katoliško frakcijo, ki sta jo vodili družini Guise in Montmorency, ter protestante na čelu s rodbino Condé in Jeanne d'Albret. Obe strani sta prejeli pomoč zunanjih sil, Španija in Savoja sta podpirali katoličane, medtem ko sta Anglija in Nizozemska podpirali protestante.
Zmerni, znani tudi kot Politique, so upali ohraniti red s centralizacijo oblasti in popuščanjem hugenotom, namesto s politiko zatiranja, ki sta jo izvajala Henrik II. in njegov oče Franc I.. Sprva jih je podpirala Katarina Medičejska, katere januarja 1562 je izdal edikt iz Saint-Germaina je močno nasprotovala frakcija Guise, kar je marca privedlo do izbruha obsežnih bojev. Kasneje je zaostrila svoje stališče in podprla pokol na dan sv. Bartolomeja v Parizu leta 1572, zaradi katerega je katoliška drhal po vsej Franciji pobila med 5000 in 30.000 protestantov.
Vojne so ogrozile avtoriteto monarhije in zadnjih kraljev Valois, Katarininih treh sinov Franca II., Karla IX. in Henrika III. Njihov bourbonski naslednik Henrik IV. se je odzval z ustanovitvijo močne centralne države in strpnostjo do hugenotov; slednja politika bo trajala do leta 1685, ko je Henrikov vnuk, Ludvik XIV., preklical Nantski edikt.

## Ime in periodizacija
Poleg »francoskih verskih vojn«  in »hugenotskih vojn«  so bile vojne različno opisane tudi kot »osem verskih vojn« ali preprosto »verske vojne« (samo znotraj Francije).
Zgodovinarji nenehno razpravljajo o natančnem številu vojn in njihovih datumih: nekateri trdijo, da sta se vojni končalo z Nantskim ediktom (13. april 1598) in mirom v Vervinsu (2. maj 1598), medtem ko so v naslednjih 1620-ih letih hugenotski upori navajajo druge na prepričanje, da je mir v Alèsu leta 1629 dejanski zaključek. Vendar pa je dogovorjeni začetek vojn pokol v Vassyju leta 1562, Nanteški edikt pa je vsaj končal to vrsto spopadov. V tem času so zapletenim diplomatskim pogajanjem in mirovnim sporazumom sledili ponovni konflikti in boji za oblast.
Ameriški vojaški zgodovinarji Kiser, Drass & Brustein (1994) so ohranili naslednje delitve, periodizacije in lokacije:
- Pokol v Vassyju (1562) – Zahodna Francija
- Prva verska vojna (1562–63) – zahodna in jugozahodna Francija
- Druga verska vojna (1567–68) – zahodna in jugozahodna Francija
- Tretja verska vojna (1568–70) – zahodna in jugozahodna Francija
- Masaker na dan svetega Bartolomeja (1572) – severovzhodna Francija
- Četrta verska vojna (1572–73) – zahodna in jugozahodna Francija
- Peta verska vojna (1575–76) – zahodna in jugozahodna Francija
- Šesta verska vojna (1576–77) – zahodna in jugozahodna Francija
- Sedma verska vojna (1580) – zahodna in jugozahodna Francija
- Osma verska vojna (1585–89) – zahodna in jugozahodna Francija
- Deveta verska vojna (1589–98) – zahodna in jugozahodna Francija

Tako Kohn (2013) kot Clodfelter (2017) sta sledila istemu štetju in periodizaciji ter ugotovila, da je bila »vojna treh Henrikov« drugo ime za osmo versko vojno, pri čemer je Kohn dodal »vojna zaljubljencev« kot drugo ime za sedmo Vojna.  V svoji biografiji Michela de Montaignea (2014) se je Elizabeth Guild prav tako strinjala s to kronologijo, le da je datirala sedmo versko vojno v 1579–1580 in ne le v 1580. Holt (2005) je uveljavil precej drugačno periodizacijo od 1562 do 1629, pri čemer je pisal o »državljanskih vojnah« in ne o verskih vojnah, šesto vojno datira od marca do septembra 1577, osmo vojno pa od junija 1584 (smrt Anžuja) do april 1598 (Nantski edikt); nazadnje, čeprav ni dal številke, je Holt obdobje 1610–1629 obravnaval kot »zadnjo versko vojno«.

## Ozadje

### Uvedba reformacijskih idej
Renesančni humanizem se je začel v 14. stoletju v Italiji in je prišel v Francijo v zgodnjem 16. stoletju, kar sovpada z vzponom protestantizma v Franciji. Gibanje je poudarjalo pomen ad fontes ali preučevanja izvirnih virov in se sprva osredotočalo na rekonstrukcijo posvetnih grških in latinskih besedil. Kasneje se je razširilo na branje, preučevanje in prevajanje del cerkvenih očetov in Nove zaveze z namenom verske prenove in reforme.[9] Humanistični učenjaki so trdili, da je za razlago Svetega pisma potrebna sposobnost branja Nove in Stare zaveze v izvirni grščini in hebrejščini, namesto da bi se zanašali na latinski prevod iz 4. stoletja, znan kot »Biblija Vulgata«.
Leta 1495 je Benečan Aldus Manutius začel uporabljati novo izumljeni tiskarski stroj za izdelavo majhnih, poceni žepnih izdaj grške, latinske in ljudske književnosti, s čimer je znanje vseh disciplin prvič postalo dostopno širokemu občinstvu. Poceni pamfleti in prospekti so omogočili širjenje teoloških in verskih idej z neverjetno hitrostjo. Leta 1519 je John Froben izdal zbirko del Martina Luthra in v svoji korespondenci zapisal, da je bilo 600 izvodov poslanih v Francijo in Španijo ter prodanih v Parizu.
Leta 1521 je skupina reformatorjev, vključno z Jacquesom Lefèvrom in Guillaumeom Briçonnetom, nedavno imenovanim škofom Meauxa, ustanovila krog Meauxa, katerega cilj je bil izboljšati kakovost pridiganja in verskega življenja na splošno. Pridružil se jim je François Vatable, strokovnjak za hebrejščino, skupaj z Guillaumeom Budéjem, klasicistom in kraljevim knjižničarjem. Lefèvrov Petkratni psalter in njegov komentar na Pismo Rimljanom sta poudarila dobesedno razlago Svetega pisma in osrednjo vlogo Jezusa Kristusa. Številna načela luteranstva so se prvič pojavila v Luthrovih predavanjih, ta pa so vsebovala številne ideje, izražene v Lefèvrovih delih.
Drugi člani Kroga so bili Margerita Navarska, sestra Franca I. in mati Jeanne d'Albret, pa tudi Guillaume Farel, ki je bil leta 1530 zaradi svojih reformističnih pogledov izgnan v Ženevo in je prepričal Jeana Calvina, da se mu tam pridruži. Oba moža sta bila leta 1538 izgnana iz Ženeve, ker sta nasprotovala temu, kar sta menila kot vmešavanje vlade v verske zadeve; čeprav sta se sprla glede narave evharistije, je Calvinova vrnitev v Ženevo leta 1541 privedla do širšega širjenja tega, kar je postalo znano kot kalvinizem.
Ključno gonilo reformnega gibanja je bila korupcija med duhovščino, ki so jo Luther in drugi napadali in skušali spremeniti. Takšne kritike niso bile nove, toda tiskarski stroj je omogočil, da so bile razširjene, kot je Marguerite Heptaméron, zbirka zgodb o klerikalni nemorali. Druga pritožba je bila redukcija Odrešenja na poslovno shemo, ki temelji na prodaji odpustkov, kar je prispevalo k splošnemu nemiru in povečalo priljubljenost del, kot je Farelov prevod Gospodove molitve, Resnična in popolna molitev. To se je osredotočalo na Sola fide ali idejo, da je odrešitev brezplačen dar od Boga, poudarjalo je pomen razumevanja v molitvi in kritiziralo duhovščino, ker ovira rast prave vere.

### Rast kalvinizma
Italijanska oživitev klasičnega učenja je pritegnila Franca I. (1494-1547), ki je v Parizu ustanovil kraljeve profesorje, da bi bolje razumel starodavno literaturo. Vendar se to ni razširilo na vero, zlasti po bolonjskem konkordatu leta 1516, ko je papež Leon X. povečal kraljevi nadzor nad galicijsko cerkvijo, kar je Francu omogočilo, da imenuje francosko duhovščino in zaračunava davke na cerkveno lastnino. Za razliko od Nemčije je tudi francosko plemstvo na splošno podpiralo status quo in obstoječe politike.
Kljub svojemu osebnemu nasprotovanju je Franc toleriral Luthrove ideje, ko so v poznih 1520-ih vstopili v Francijo, predvsem zato, ker je bila definicija katoliške ortodoksije nejasna, zaradi česar je bilo težko natančno določiti, kaj je in kaj ni herezija. Poskušal je usmeriti srednjo pot v razvijajočem se verskem razkolu, toda januarja 1535 so katoliške oblasti dokončno razsodile tako, da so »luterane« razvrstile med heretične zwinglijance. Calvin, doma iz Noyona v Pikardiji, je leta 1535 odšel v izgnanstvo, da bi se izognil preganjanju, in se naselil v Baslu, kjer je leta 1538 izdal Institute of the Christian Religion. To delo je vsebovalo ključna načela kalvinizma, ki je postalo izjemno priljubljeno v Franciji in drugih evropskih državah.
Medtem ko je bilo luteranstvo zelo razširjeno v francoskem trgovskem razredu, je hitro rast kalvinizma poganjalo plemstvo. Domneva se, da se je začelo, ko je Condé šel skozi Ženevo, ko se je vračal domov z vojaške akcije in slišal kalvinistično pridigo. Jeanne d'Albret, navarska kraljica, se je leta 1560 spreobrnila v kalvinizem, verjetno zaradi vpliva Theodora de Beze. Skupaj s Condéjem in njenim možem Antoinom Navarskim sta ona in njun sin Henrik Navarski postala hugenotska voditelja.

### Vzpon frakcionaštva
Krona si je še naprej prizadevala ostati nevtralna v verski razpravi vse do afere s plakati oktobra 1534,  ko so protestantski radikalci v Parizu in drugih provincialnih mestih nalepili plakate, ki so zavračali katoliško doktrino o »Resnični navzočnosti Kristusa v evharistiji«. To je omogočilo, da so protestantizem jasno opredelili kot krivoverstvo, medtem ko je bil Franc besen zaradi kršitve varnosti, ki je omogočila, da so enega od plakatov namestili na vrata njegove spalnice. Ker so ga zaradi njegove prvotne strpnosti ostro kritizirali, so ga zdaj spodbudili, da kaznuje odgovorne. 21. februarja 1535 je bilo več vpletenih v afero usmrčenih pred Notre-Dame de Paris, dogodka, ki so se ga udeležili Franc in člani osmanskega veleposlaništva v Franciji.
Boj proti krivoverstvu se je v štiridesetih letih 15. stoletja okrepil in protestante prisilil k skrivnemu bogoslužju. Oktobra 1545 je Franc odredil kaznovanje valdežanov s sedežem v jugovzhodni vasi Mérindol. Zaradi dolgoletne tradicije protoprotestantizma, ki sega v 13. stoletje, so se valdenžani nedavno povezali z reformirano cerkvijo in v svojih dejavnostih postajali vse bolj bojeviti. V tem, kar je postalo znano kot pokol v Mérindolu, so provansalske čete pobile številne prebivalce in uničile še 22 do 28 bližnjih vasi, medtem ko je bilo na stotine moških prisiljenih postati galejski sužnji.
Franc I. je umrl 31. marca 1547, nasledil ga je njegov sin Henrik II., ki je nadaljeval versko zatiranje, ki ga je izvajal njegov oče v zadnjih letih svoje vladavine. Njegova politika je bila še hujša, ker je iskreno verjel, da so vsi protestanti heretiki; 27. junija 1551 je edikt iz Châteaubrianta močno omejil njihovo pravico do čaščenja, zbiranja ali celo razprave o veri na delovnem mestu, na polju ali pri obroku.
Iz svoje baze v Ženevi je Calvin zagotovil vodstvo in organizacijske strukture za Reformirano cerkev v Franciji. Kalvinizem se je izkazal za privlačnega za ljudi iz vse družbene hierarhije in poklicnih delitev ter je bil zelo regionaliziran, brez skladnega vzorca geografske razširjenosti. Kljub preganjanju sta se njihovo število in moč opazno povečala, kar je spodbudilo spreobrnitev velikih delov plemstva v kalvinizem. Zgodovinarji ocenjujejo, da je bilo do izbruha vojne leta 1562 okoli dva milijona francoskih kalvinistov, vključno z več kot polovico plemstva, ki jih je podpiralo 1200–1250 cerkva. To je predstavljalo veliko grožnjo monarhiji.

### Zarota Amboise
Smrt Henrika II. julija 1559 je ustvarila politični vakuum in notranji boj za oblast med rivalskimi frakcijami, ki ga 15-letni Franc II. ni mogel nadzorovati. Franc, vojvoda Guise, čigar nečakinja Marija, kraljica Škotske, je bila poročena s kraljem, je izkoristil situacijo, da je vzpostavil prevlado nad svojimi tekmeci, hišo Montmorency. V nekaj dneh po kraljevem pristopu je angleški veleposlanik poročal, da »hiša Guise vlada in počne vse o francoskem kralju«.
10. marca 1560 je skupina nezadovoljnih plemičev, ki jih je vodil Jean du Barry, poskušala zlomiti moč Guisa z ugrabitvijo mladega kralja. Njihove načrte so odkrili, preden so jih uresničili, in usmrtili na stotine domnevnih zarotnikov, vključno z du Barryjem. Guise je osumil Condéja vpletenosti v zaroto in bil aretiran in obsojen na smrt, preden je bil izpuščen v političnem kaosu, ki je sledil nenadni smrti Franca II., kar je še povečalo napetosti tega obdobja.
Po zaroti je izraz »hugenot« za francoske protestante prišel v široko uporabo. Kmalu zatem so se v Rouenu in La Rochelleu zgodili prvi primeri protestantskega ikonoklazma oziroma uničenja podob in kipov v katoliških cerkvah. To se je nadaljevalo vse leto 1561 v več kot 20 mestih in krajih, kar je sprožilo napade na protestante s strani katoliških drhal v Sensu, Cahorsu, Carcassonneu, Toursu in drugod.

### Regentstvo Katarine Medičejske
Ko je 5. decembra 1560 umrl Franc II., je njegova mati Katarina Medičejska postala regentka svojega drugega sina, devetletnega Karla IX.  Ker je bila država finančno izčrpana zaradi italijanskih vojn, je morala Katarina ohraniti neodvisnost monarhije od vrste konkurenčnih frakcij, ki so jih vodili močni plemiči, od katerih je vsak nadzoroval v bistvu zasebne vojske. Da bi nadomestila Guisa ali "Guisarda", je sklenila dogovor, v katerem se je Antoine Navarski odpovedal kakršnim koli zahtevam po regentstvu v zameno za Condéjevo izpustitev in položaj francoskega generalpodpolkovnika.
Katarina je imela več možnosti za spopadanje s »krivoverstvom«, vključno z nadaljevanjem propadle politike izkoreninjenja Henrika II., pristopom, ki so ga podpirali katoliški ultraši, kot je François de Tournon, ali spreobrnitvijo monarhije v kalvinizem, kot je želel de Bèze. Srednja pot med tema dvema skrajnostma je bila dovoljenje, da se v Franciji vsaj začasno odkrito prakticirata obe veri, ali Guisardov kompromis, ki je zmanjšal preganjanje, vendar ni dovolil strpnosti. Za trenutek se je držala Guisardove linije.
Pred svojo smrtjo je Franc II. sklical prvi generalni stan po letu 1484, ki se je decembra 1560 zbral v Orléansu in razpravljal o temah, ki so vključevale obdavčitev in vero. Pri slednjem je dosegla le malo napredka, razen strinjanja s pomilostitvijo tistih, ki so bili v preteklosti obsojeni zaradi verskih prestopkov. Ker je bilo to očitno nesprejemljivo za Condéja in njegove privržence, je Katarina zaobšla stanove in sprejela spravne ukrepe, kot sta edikt z dne 19. aprila 1561 in edikt iz julija. S tem je katolicizem priznan kot državna vera, vendar so bili potrjeni prejšnji ukrepi, ki so zmanjšali kazni za "krivoverstvo".
Stanovi so nato odobrili kolokvij v Poissyju, ki se je začel 8. septembra 1561, protestante je vodil de Bèze, katoličane pa Karel, kardinal Lorrainski, brat vojvode Guiškega. Obe strani sta sprva želeli prilagoditi protestantske oblike bogoslužja znotraj obstoječe cerkve, vendar se je to izkazalo za nemogoče. Ko se je kolokvij 8. oktobra končal, je bilo jasno, da je razkorak med katoliško in protestantsko teologijo prevelik, da bi se premostil. Ker so se njihove možnosti zožile, je vlada poskušala zadušiti naraščajoče nemire v provincah s sprejetjem Saint-Germainskega miru, ki je protestantom dovoljeval bogoslužje v javnosti zunaj mest in zasebno v njih. 1. marca so podporniki družine Guise napadli kalvinistično službo v Champagnu, kar je pripeljalo do tega, kar je postalo znano kot pokol v Vassyju. Zdelo se je, da to potrjuje strahove hugenotov, da Guisardi niso nameravali sklepati kompromisov in se na splošno vidi kot iskra, ki je vodila do odprtih sovražnosti med obema verama.

## Zaporedje vojn
To politiko strpnosti je marca istega leta torpediral odstavljeni stric Marije Stuart, vojvoda François Guiški, v pokolu neoboroženih hugenotov v Vassyju. Ni jasno, ali so provokacije prišle s strani katoličanov ali protestantov, toda z vidika politike moči jih je verjetno spodbudil François Guiški. Glede števila smrtnih žrtev so protislovja: nekateri pravijo le 23, drugi viri na stotine. V naslednjih treh vojnah so hugenoti dosegli omejeno toleranco do leta 1570, zavarovano z nekaj varnimi kraji.
Med prvo hugenotsko vojno (1562-1563) je princ Condé organiziral neke vrste protektorat v korist hugenotskih skupnosti. Guisei, privrženci vojvode Guiškega, ugrabili kralja in njegovo mater v Pariz. V bitki pri Dreuxu so katoliki ujeli de Condéja, hugenoti pa Anneja de Montmorencyja, generala vladnih čet. Februarja 1563 je med obleganjem Orléansa vojvodo Guiškega ubil hugenot Jean de Poltrot de Méré. Ker vojvoda ni bil ubit v neposrednem boju, je družina Guise menila, da je bil ubit v atentatu na ukaz admirala Gasparda II. de Colignyja.. Katarina je zdaj pohitela s sklenitvijo premirja, ki je marca pripeljalo do Amboiškega edikta. To je bil verski mir, v katerem so hugenoti – z izjemo Pariza – smeli svobodno izvajati svojo vero.
Druga hugenotska vojna (1567-1568) je bila sprožena, ker kraljica mati ni hotela preprosto dati hugenotom moči, ki je zdrsnila iz Guisev. Leta 1564 so bili izdani izvedbeni predpisi za Amboiski edikt, ki so v veliki meri razvodenili njegov pomen. Protestanti v Franciji so se bali tudi nasilnih ukrepov, kakršne je vojvoda Alba uvedel v Flandriji; zato sta se hugenotska voditelja de Condé in admiral Coligny odločila ujeti mladega kralja Karla (presenečenje de Meauxa). Načrt je bil izdan, de Condé je šest tednov oblegal dvor v Parizu in nato 10. novembra 1567 izbojeval bitko pri Saint-Denisu. Februarja 1568 je ponovno napredoval proti Parizu s pomožnimi četami pod palatinskim princem Johannom Kasimirjem, medtem ko je katoličane podpiral vojvoda Alba. Mir v Longjumeauju je potrdil mir v Amboiseju in obljubil splošno amnestijo.
Tretja hugenotska vojna (1568-1570) je izbruhnila jeseni istega leta. Obe strani sta bili nezadovoljni, prišlo je do številnih krvavih nasilnih dejanj. Hugenotski voditelji so odšli v La Rochelle, ki je postal njihov sedež zaradi ugodnih čezmorskih povezav. Tja sta prispela tudi kraljica Ivana Navarska in njen sin Henrik, Bourbonec. Ponovno je prišla pomoč iz protestantske Nemčije (Zweibrücken in Orange) in iz Anglije. Toda v bitki pri Jarnacu (marec 1569) so bili hugenoti poraženi; Princ Condé je umrl. Nov poraz je sledil oktobra 1569 v bitki pri Moncontourju, vendar so hugenoti s tujo podporo rešili La Rochelle in junija 1570 pri Luçonu premagali kraljeve čete (ki so prejele pomoč od Španije, Papeške države in vojvodine Toskane)  leta 1569. 
Tretja hugenotska vojna se je končala z uveljavitvijo zmernih politikov in podpisom miru v St. Germain-en-Laye. Zdaj so hugenoti poleg svobode vere in amnestije poleg La Rochelle dobili tudi tri utrjene kraje.
Zatem je voditelju hugenotov admiralu Colignyju uspelo prepričati mladega francoskega kralja Karla, da je sprejel protišpansko, proprotestantsko politiko. Kot merilo dobre volje je bila dogovorjena poroka sestre mladega kralja, Marguerite (Margot) Valoiške, z hugenotskim voditeljem Henrikom Navarskim. Poroki 18. avgusta 1572 je teden dni kasneje sledila razvpita Šentjernejska noč, ki jo je sprožila kraljica mati. Klanje je trajalo več dni. Septembra je kardinal Lorraine, ki je pripadal družini Guises, obhajal zahvalno bogoslužje, ki sta mu zaploskala papež in Filip II.
V četrti hugenotski vojni (1572–1573), ki je neizogibno sledila, so se preživeli protestanti branili s pogumom obupa. Obleganje La Rochelle s strani Henrika, vojvode Anžujskega, je bilo neuspešno. Šele ko naj bi bil izvoljen za kralja Poljske in Litve (in za to je bilo treba dokazati versko strpnost), se je ta vojna junija 1573 končala. Hugenotom je bila v Bulonjskem ediktu obljubljena amnestija, vendar so jim bile prepovedane vse javne službe.
Po zgodnji smrti Karla IX. se je Henrik vrnil iz Poljske. Pod njegovo vladavino (kot Henrik III.) so se kmalu začeli novi boji, peta hugenotska vojna (1574–1576). Kralj in kraljica mati Katarina  Medičejska sta obupno poskušala ohraniti kraljevo oblast med rivalskimi frakcijami. Hugenotom so se pridružili pomembni plemiči in maršali, dodan pa je bil tudi nemški pomožni korpus. Soočen s številčno premočjo protestantov – zlasti na jugozahodu – je vojvoda Mayennski Charles de Lorraine svetoval kralju in njegovi materi, ki je bila še vedno aktivna, naj skleneta mir. Ta je bil sklenjen v Beaulieu-lès-Loches maja 1576 in je bil za hugenote ugodnejši od vseh prejšnjih sporazumov: z izjemo Pariza in njegovega polmera dveh milj so dobili svobodo veroizpovedi po vsej Franciji, dostop do vseh uradov in skupaj osem varnostnih mest.
Henrik III. je omahoval: včasih je poskušal osebno prevzeti vodenje katoliške stranke; včasih se je zbližal z hugenoti, ker je želel svojega mlajšega brata Franza, takrat vojvodo Anžujskega, postaviti za voditelja protestantov v uporniški Nizozemski.
Beaulieujski mirovni pogoji so naleteli na tako močno nasprotovanje katoliške stranke, da je leta 1576 ekstremist Henrik I. de Guise (sin vojvode Franca II.) ustanovil »Sveto ligo (1576)«, plemiško združenje za obrambo vere. Pravzaprav ta liga ni bila namenjena le obrambi prave vere, ampak tudi oslabitvi osrednje oblasti v Franciji v interesu regionalnega plemstva. Henrik III. se je postavil na čelo Lige in nadaljeval sovražnosti, vendar mu je generalni stan zavrnil sredstva za uspešno vojno. Ta šesta hugenotska vojna (1576-1577) ni trajala dolgo – po manjših uspehih je Henrik III. 1577, ker se je kraljica mati Katarina bolj kot hugenotov začela bati ambicioznih načrtov vojvode Guisea, ki jih je upal uresničiti s pomočjo Lige.
Katarina se je celo približala protestantskemu voditelju Henriku Navarskemu. Spet je prišlo do spora glede izvršitve miru, s sedmo hugenotsko vojno (1579–1580) je prišlo celo do kratke oborožene vstaje. Toda vojvoda Franc Anžujski, kraljev najmlajši brat (in prestolonaslednik), je kmalu novembra 1580 v Le Fleixu posredoval pri novem miru. Sveta liga je bila razpuščena.
Po smrti tega vojvode Anžujskega leta 1584 je bil po Lex Salica dednem pravu hugenot Henrik III. Navarski naslednik prestolonaslednika. Ker Henrik I. de Guise ni želel prepustiti krone heretiku, je ponovno aktiviral Sveto ligo. Kralj Henrik III. se je pogajal s svojim svakom Henrikom Navarskim in mu zagotovil nasledstvo na prestolu – čeprav pod pogojem, da (ponovno) prestopi v katoliško vero. Prenovljena Sveta liga pa je dobila nov značaj: ni bila več čisto aristokratska stranka, ampak tudi gibanje s podporo ljudskih množic – zlasti v Parizu. V začetku leta 1585 je sklenila zavezništvo s Španijo, razglasila starega kardinala Bourbonskega za prestolonaslednika in prisilila kralja, da je julija 1585 izdal Nemoursov edikt, ki je preklical vse prejšnje koncesije hugenotom in izključil tudi Henrika Navarskega iz dednega reda. Hugenoti so nato spet prijeli za orožje v osmi hugenotski vojni (1585–1598). Ta državljanska vojna, ki se je ukvarjala bolj z nasledstvom prestola kot z versko vsebino, je znana tudi kot »vojna treh Henrikov« po treh glavah (francoski kralj Henrik III., navarski kralj Henrik III. in vojvoda Henrik I. Guise).
Jeseni 1587 pa je hugenotska zmaga pri Coutrasu vojni dala nov zasuk. Vojvoda Henrik Guise je z ultimatom skušal oslabelega kralja spraviti na kolena. Namesto da bi popustil zahtevam lige, se je ta odzvala s presenetljivo odločnostjo in v Pariz poslala vojake. »Liga šestnajstih«, ki jo je vodil vojvoda Guise, je sprožila ljudsko vstajo v mestu (»Dan barikad« 12. maja 1588). Julija se je pojavil kralj Henrik III. osvobojen: Rouenski edikt unije je obnovil določbe Nemoursa in iz nasledstva izključil vse nekatoliške prince.
Na skupščini generalnih stanov v Bloisu decembra 1588 sta bila na kraljevo pobudo umorjena njegova najhujša nasprotnika, vojvoda Guise in njegov brat, kardinal Ludvik Lotarinški. Henrik III. si je prizadeval za kasnejšo vstajo fanatičnih množic v zavezništvu s Henrikom Navarskim, a je bil v začetku avgusta 1589 med obleganjem Pariza umorjen. Z njegovo smrtjo se je končala rodbina Valois.
Henrik III. Navarski iz burbonske veje je postal kralj kot Henrik IV. S svojimi četami je vladal (tradicionalno hugenotskemu) jugu in zahodu Francije, medtem ko je Liga pod Karlom II. de Lorraine, vojvodo de Mayenne, naslednikom umorjenega Henrika de Guisa, držala sever in vzhod, zlasti Pariz. Septembra 1589 je Henrik premagal ligo v bitki pri Arquesu in postopoma pridobil nadzor nad celotno Normandijo. Šest mesecev pozneje je njegova zmaga pri Ivryju prinesla predhodno odločitev, toda Pariz se je s špansko pomočjo lahko obdržal. Prestolnico in prestol pa si je lahko zagotovil šele, ko je prestopil v katoliško vero. Osma hugenotska vojna - ki se je začela kot državljanska vojna - se je končno spremenila v nacionalno vojno proti Španiji.
Leta 1582 je Henrik III. takratnega voditelja Svete lige, Philippa Emmanuela, vojvodo Mercœurskega, postavil za guvernerja Bretanje, ta pa se je leta 1588 imenoval za »zaščitnika katoliške cerkve« in - zaradi starih zahtev po dedovanju svoje žene - želel ločiti Bretanjo od kraljevine Francije. Kot »princ in vojvoda Bretanje« se je povezal s Filipom II.. Na ta način je upal, da se bo lahko vmešal v francosko notranjo politiko in hkrati pridobil dragoceno oporišče v Bretanji v svojem sporu z Anglijo. Henrik IV. je bil sprva poražen (23. maja 1592 pri Craonu), vendar mu je marca 1598 z angleško podporo uspelo doseči Mercœurjevo podreditev.
Nato je leta 1598 Nantski edikt končal hugenotske vojne. Hugenotom je bila dana omejena verska toleranca, zavarovana z varnostnimi postojankami v južni Franciji, katerih hugenotski garnizon je plačeval kralj.